# Kari Henriksen

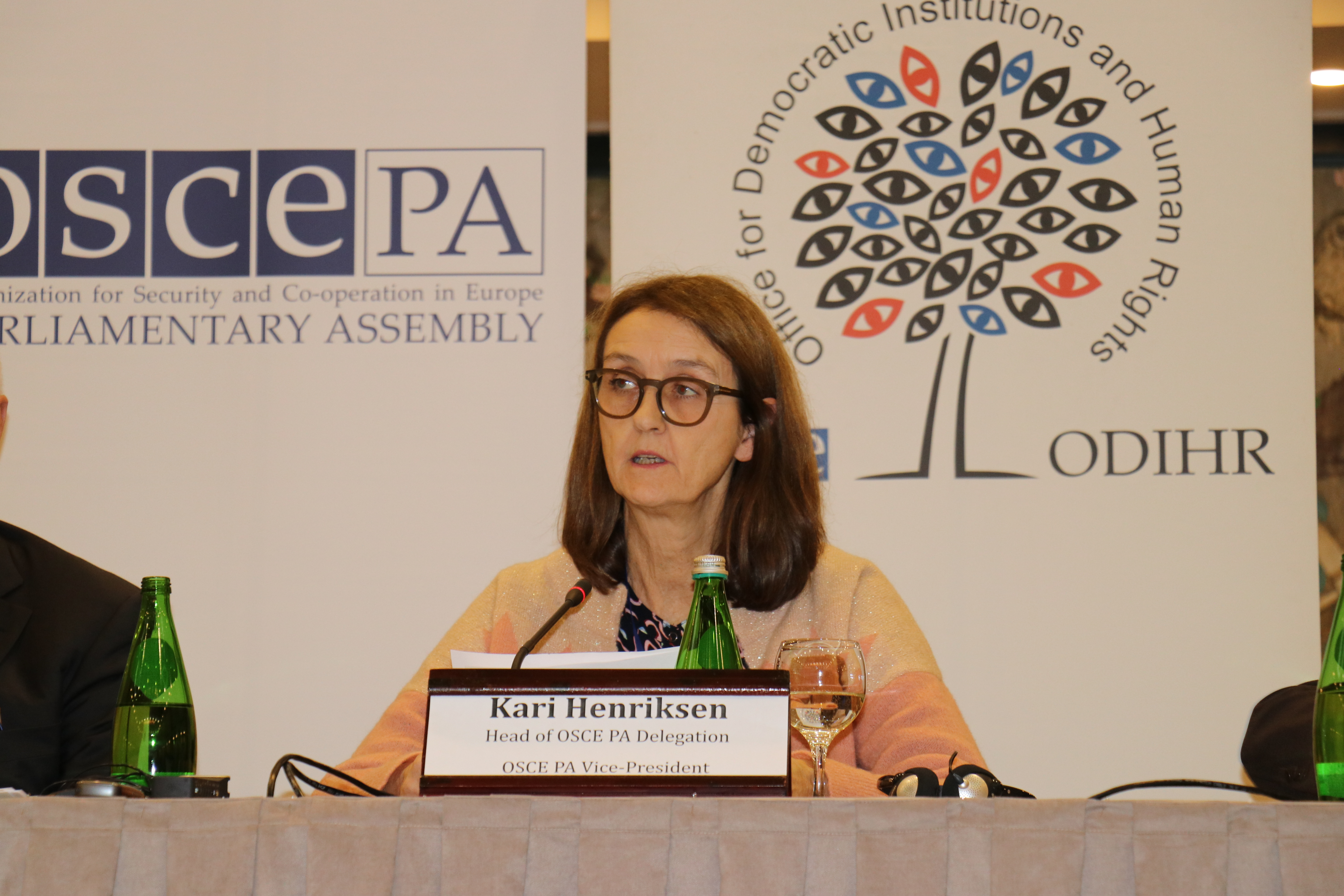
Kari Henriksen, 2019

Kari Henriksen (* 10. August 1955 in Vennesla) ist eine norwegische Politikerin der sozialdemokratischen Arbeiderpartiet (Ap). Seit 2009 ist sie Abgeordnete im Storting. Von Dezember 2007 bis April 2009 war sie Staatssekretärin.

## Leben

### Ausbildung und Beruf
Henriksen arbeitete von 1976 bis 1985 als Pflegeassistentin an einem Krankenhaus, von 1982 bis 1985 besuchte sie zudem die Krankenpflegerhochschule in Kristiansand. Anschließend arbeitete sie bis 1994 als Krankenpflegerin in verschiedenen Positionen. In dieser Zeit war sie auch im norwegischen Krankenpflegerverbund engagiert. Nachdem sie von 1993 bis 1994 Verwaltung und Leitung an der Høgskolen i Agder studiert hatte, übernahm sie bis 2000 die Leitung der A-klinikken für die Fylkeskommune Vest-Agder. Bis 2007 arbeitete Henriksen anschließend als Beraterin der Forschungsabteilung der Alkohol- und Suchtbehandlung des Krankenhauses Sørlandet sykehuse HF. Danach war sie bis 2008 Leiterin des nationalen Kompetenznetzwerkes für Kinder von Eltern mit psychischen Krankheiten oder Drogenabhängigkeit.

### Politische Tätigkeit
In den Jahren 2003 bis 2009 war sie Mitglied im Stadtrat von Kristiansand, ab Dezember 2007 war sie davon freigestellt. Am 3. Dezember 2007 wurde sie zur Staatssekretärin im norwegischen Gesundheitsministerium ernannt. Dort war sie unter den Gesundheitsministern Sylvia Brustad und Bjarne Håkon Hanssen tätig. Henriksen behielt den Posten bis zum 3. April 2009.
Bei der Parlamentswahl 2009 zog sie erstmals in das norwegische Nationalparlament Storting ein. Dort vertritt sie den Wahlkreis Vest-Agder und sie wurde zunächst Mitglied im Ausschuss für Arbeit und Soziales. Im Anschluss an die Wahl 2013 wechselte sie in den Justizausschuss. Nach der Stortingswahl 2017 ging Henriksen in den Familien- und Kulturausschuss über, zudem  wurde sie Teil des Fraktionsvorstandes. Im Anschluss an die Parlamentswahl 2021 wurde Henriksen Mitglied im Außen- und Verteidigungsausschuss, wo sie den Posten der stellvertretenden Vorsitzenden übernahm. Am 25. November 2021 wurde sie zur vierten Parlamentsvizepräsidentin gewählt. Zuvor war ihre Parteikollegin Eva Kristin Hansen als Präsidentin zurückgetreten. Da die Arbeiderpartiet mit Masud Gharahkhani einen männlichen Ersatz wählte und im Präsidium mit einem Mann und einer Frau vertreten sein wollte, wurde Henriksen als Nachfolgerin für ihren Parteikollegen Sverre Myrli Teil des Präsidiums des Stortings. Sie verließ damit den Außen- und Verteidigungsausschuss und wurde Mitglied im Kontroll- und Verfassungsausschuss.
Im Februar 2024 gab sie bekannt, dass sie bei der Wahl 2025 nicht erneut kandidieren wolle.